# 937 TCN
937 TCN là một năm trong lịch La Mã.